# Guineu voladora de les Palau
La guineu voladora de les Palau (Pteropus pelewensis) és una espècie de ratpenat de la família dels pteropòdids i endèmica de l'arxipèlag de les Palau. El seu nom específic, pelewensis, significa ‘de les Palau’ en llatí.
El seu hàbitat natural són els boscos humits tropicals i els boscos d'aiguamoll. Està amenaçada, en estat de vulnerabilitat, per la desforestació i també per la caça, atès que durant el darrer terç del segle xx se n'arribaren a exportar comercialment fins a 180.000 exemplars cap a les illes Mariannes. Aquesta explotació humana es deu a la dieta frugívora d'aquests ratpenats, que els confereix una carn comestible i de sabor dolç en diverses dietes de les nacions d'Oceania.
De fet, malgrat el seu estat sensible de conservació i polítiques contra l'exportació, la guineu voladora de les Palau és l'ingredient principal d'un dels plats emblemàtics de la gastronomia d'aquest arxipèlag: la sopa de ratpenat frugívor.